# Alexander Maderner
Alexander Maderner (* 8. Mai 1997) ist ein österreichischer Ruderer. Er gewann die Bronzemedaille bei den Europameisterschaften 2020 im Leichtgewichts-Doppelvierer.

## Karriere
Maderner hatte 2017 seinen ersten internationalen Einsatz bei den U23-Europameisterschaften in Kruszwica. Zusammen mit Sebastian Kabas, Johannes Hafergut und Philipp Kellner gewann er die Goldmedaille im Leichtgewichts-Doppelvierer vor den Booten aus Estland und Deutschland. 2018 ging er in Linz/Ottensheim beim zweiten Ruder-Weltcup der Saison mit Johannes Hafergut im Leichtgewichts-Doppelzweier an den Start. Am Ende belegten sie den dritten Platz im D-Finale, was insgesamt Platz 21 bedeutete. Bei den U23-Weltmeisterschaften starteten die beiden in der gleichen Bootsklasse und belegten dieses Mal den zweiten Platz im B-Finale und damit am Ende den achten Platz. Zum Abschluss der Saison gewannen sie die Bronzemedaille im Leichtgewichts-Doppelzweier bei den U23-Europameisterschaften hinter den Griechen und den Schweizern. Ein Jahr später startete er im Leichtgewichts-Doppelvierer bei den U23-Weltmeisterschaften 2019. Zusammen mit Severin Erlmoser, Umberto Bertagnoli und Lorenz Lindorfer belegte er den sechsten Platz im A-Finale. Anschließend starteten die vier auch bei den U23-Europameisterschaften, wo sie den vierten Platz belegten
Im österreichischen Leichtgewichts-Doppelvierer nahm er auch an den Europameisterschaften 2020 teil. Mit Lukas Kreitmeier, Sebastian Kabas und Philipp Kellner gewann er die Bronzemedaille hinter den Booten aus Italien und Deutschland.

## Internationale Erfolge
- 2017: Goldmedaille U23-Europameisterschaften im Leichtgewichts-Doppelvierer
- 2018: 8. Platz U23-Weltmeisterschaften im Leichtgewichts-Doppelzweier
- 2018: Bronzemedaille U23-Europameisterschaften im Leichtgewichts-Doppelzweier
- 2019: 6. Platz U23-Weltmeisterschaften im Leichtgewichts-Doppelvierer
- 2019: 4. Platz U23-Europameisterschaften im Leichtgewichts-Doppelvierer
- 2020: Bronzemedaille Europameisterschaften im Leichtgewichts-Doppelvierer